# Peckoltia bachi
Peckoltia bachi är en fiskart som först beskrevs av Boulenger, 1898.  Peckoltia bachi ingår i släktet Peckoltia och familjen Loricariidae. Inga underarter finns listade i Catalogue of Life.